# Elwendia salsa
Elwendia salsa är en växtart i släktet Elwendia och familjen flockblommiga växter.
Arten förekommer i Uzbekistan, Tadzjikistan och Kirgizistan i Centralasien. Den beskrevs först av Jevgenij Korovin och fick sitt nu gällande namn av Michail Pimenov och Jevgenij Kljujkov.